# Lactarius deliciosus
Lactarius deliciosus, vulgarmente conhecido como sancha, tancha, pinheira, vaca-vermelha, lactário, cardela, cenoura, cortelha, laranja, ruivaca, telheira, verdete, míscaro ou níscaro, é um cogumelo comestível e um dos membros mais bem conhecidos do género Lactarius, na ordem Russulales. Pode ser encontrado na Europa e América do Norte, tendo sido acidentalmente introduzido noutras regiões, onde cresce debaixo de coníferas.
Um fresco na cidade romana de Herculano parece representar Lactarius deliciosus, sendo uma das mais antigas peças de arte que ilustra um fungo.
Quando criado em cultura líquida, o micélio deste fungo produz uma mistura de ácidos gordos e vários compostos como croman-4-ona, ácido anofínico, 3-hidroxiacetilindolo, ergosterol, e dipéptidos cíclicos.

## Taxonomia
Este fungo era conhecido por Lineu, tendo-o descrito no Volume Dois do seu Species Plantarum em 1753, dando-lhe o nome de Agaricus deliciosus; o epíteto específico em latim, deliciosus, significa delicioso. O taxonomista sueco supostamente deu-lhe este epíteto específico após ter cheirado o cogumelo, tendo presumido que seria tão saboroso como um outro cogumelo aparentado muito apreciado pelo seu sabor. Em 1801 o micologista neerlandês Christiaan Hendrik Persoon adicionou o epíteto varietal lactifluus, antes de o micologista inglês Samuel Frederick Gray ter colocado esta espécie no seu género atual, Lactarius, em 1821 na sua obra The Natural Arrangement of British Plants.

## Descrição

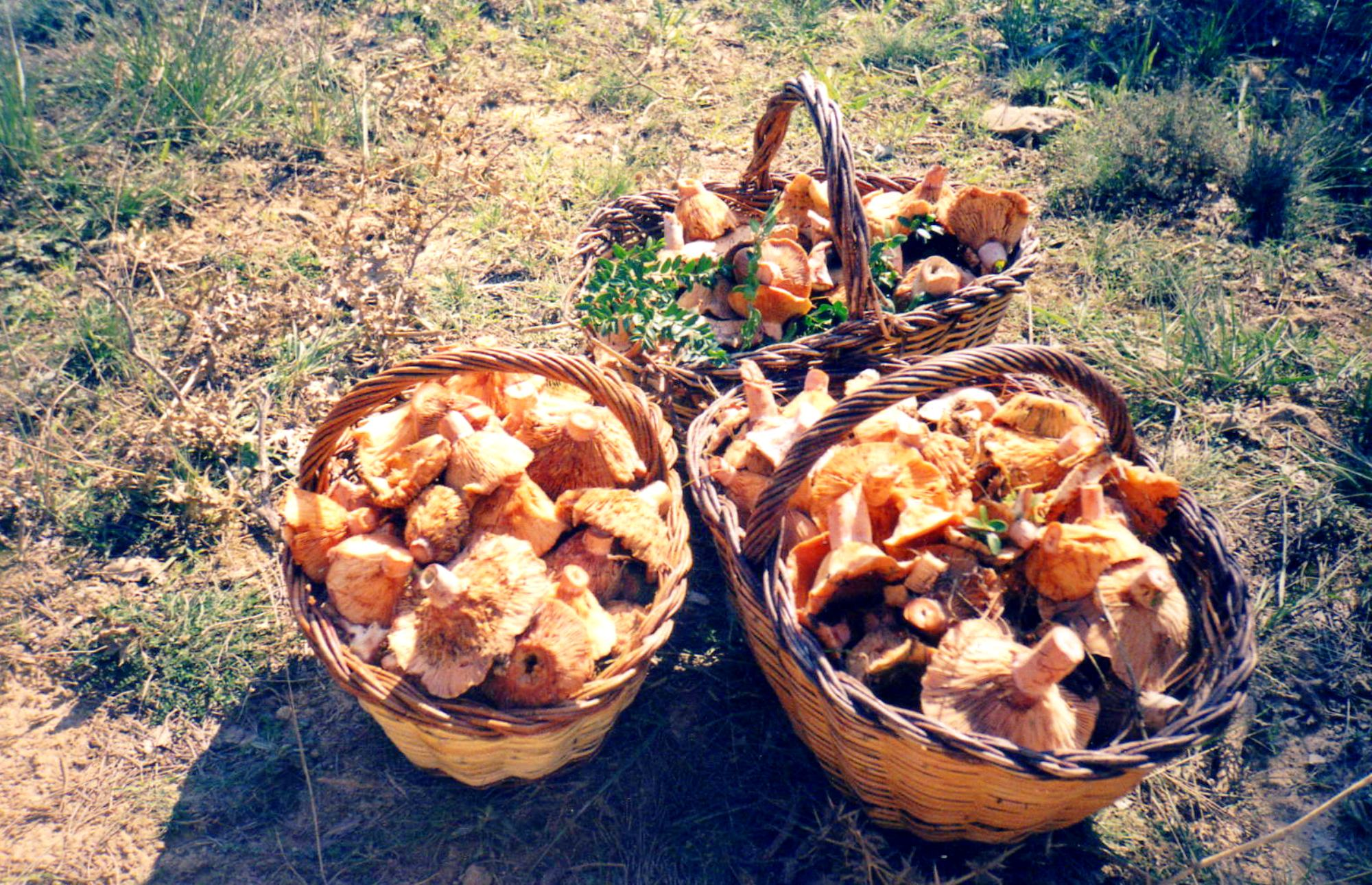
Lactarius sanguifulus

Lactarius deliciosus tem chapéu cor de cenoura com forma que varia desde convexa à de taça, enrolado quando jovem, com 4 a 14 cm de diâmetro, frequentemente com linhas de tons alaranjados mais escuros na forma de círculos concêntricos; é grosso e pegajoso quando molhado. Apresenta lamelas compactas e decorrentes, e estipe curto, alaranjado e frequentemente oco, com 3 a 8 cm de comprimento e 1 a 2 cm de diâmetro. Quando manuseado apresenta manchas de cor verde; quando fresco exsuda um látex de cor vermelho-alaranjada.
Na América do Norte este cogumelo é frequentemente confundido com Lactarius rubrilacteus, um outro cogumelo comestível, que mancha com cor azul e exsuda um látex vermelho.

## Distribuição e habitat
Lactarius deliciosus cresce em solos ácidos debaixo de coníferas e forma uma relação micorrízica com a sua planta hospedeira. É nativo na Península Ibérica e grande parte da região do Mediterrâneo onde cresce debaixo dos pinheiros. É muito comum em Portugal, frutificando na primavera e outono.
Pode também ser encontrado nos bosques da América do Norte além de ter sido introduzido no Chile, Austrália e Nova Zelândia, onde cresce em plantações de Pinus radiata.

## Comestibilidade

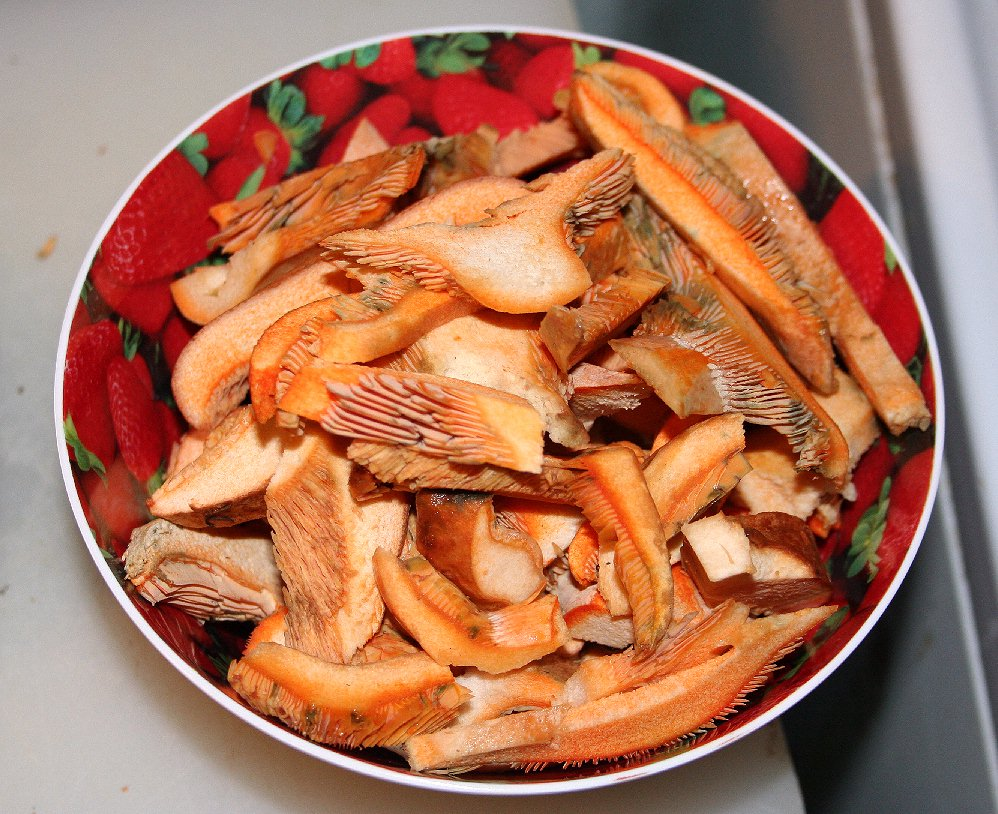
Sanchas fatiadas, podendo ver-se o látex alaranjado surgindo nas orlas dos cogumelos

Lactarius deliciosus é um cogumelo largamente colhido em partes de Portugal e Espanha e muito utilizado na culinária da Catalunha e da Provença. O consumo desta espécie pode colorar a urina de laranja/vermelho.